# Aušrinė Trebaitė
Aušrinė Trebaitė, née le 18 octobre 1988 à Panevėžys en Lituanie, est une coureuse cycliste lituanienne.

## Biographie
En 2009, elle rejoint l'équipe italienne USC Chirio Forno d'Asolo, puis l'année suivante l'équipe lituanienne Safi-Pasta Zara.

## Palmarès sur route
- 2005
  -  Championne de Lituanie du contre-la-montre juniors
  - 2e du championnat d'Europe du contre-la-montre juniors
- 2007
  - 3e du championnat de Lituanie du contre-la-montre
- 2008
  - 3e du championnat de Lituanie du contre-la-montre
- 2009
  - 3e du championnat de Lituanie du contre-la-montre
- 2010
  -  Championne de Lituanie sur route
  - 3e du championnat d'Europe sur route espoirs
- 2011
  -  Médaillée d'or du contre-la-montre par équipes à l'Universiade d'été (avec Eglė Zablockytė et Aleksandra Sosenko)
  -  Championne de Lituanie sur route
  - 1re étape de Puchar Prezesa LZS (contre-la-montre)
  - 2e de Puchar Prezesa LZS
  - 3e du championnat de Lituanie sur route
- 2012
  - 3e du championnat de Lituanie du contre-la-montre
- 2014
  -  Championne de Lituanie sur route
  -  Championne de Lituanie du contre-la-montre
- 2015
  -  Championne de Lituanie du contre-la-montre
- 2016
  -  Championne de Lituanie du contre-la-montre

### Classements mondiaux
| Année                                 | 2009 | 2010 | 2011 | 2012 | 2013 | 2014 | 2015 | 2016 |
| ------------------------------------- | ---- | ---- | ---- | ---- | ---- | ---- | ---- | ---- |
| Classement UCI                        | 369e | 58e  | 118e | nc   | nc   | 175e | 300e | 421e |
|                                       |      |      |      |      |      |      |      |      |
| Légende : nc = non classéSource : UCI |      |      |      |      |      |      |      |      |

## Palmarès sur piste

### Championnats du monde
- Pruszkow 2009
  - 5e de la poursuite par équipes
  - 15e de la poursuite individuelle
- Apeldoorn 2011
  - 13e de la poursuite par équipes
- Melbourne 2012
  - 11e de la poursuite par équipes
  - 24e de l'omnium
- Saint-Quentin-en-Yvelines 2015
  - 16e de l'omnium
- Londres 2016
  - 20e de la course aux points
- Hong Kong 2017
  - 9e de la course aux points[1]
  - 20e du scratch[2]
  - 23e de la poursuite individuelle[3]

### Championnats d'Europe
| Édition / Épreuve              | Poursuite par équipes                            | Scratch | Omnium |
| Pruszków 2010                  | Argent                                           |         |        |
| Panevėžys 2012                 | Or (avec Vaida Pikauskaitė et Vilija Sereikaitė) |         | Argent |
| Granges 2015                   |                                                  |         | Bronze |
| Saint-Quentin-en-Yvelines 2016 |                                                  | Or      |        |

### Championnats de Lituanie
- 2017
  -  Championne de Lituanie du scratch